# Кислов Василь Васильович
Василь Васильович Кислов (народився 17 серпня 1943 в Москві) — український фахівець у галузі історії науки і техніки. Доктор технічних наук (1992), доктор філософських наук, професор (1995). Заслужений діяч науки і техніки України (1998).

## Життєпис
Закінчив Ленінградський військово-механічний інститут (нині Санкт-Петербург, 1967), Київський університет (1977), Центральний інститут патентознавства (Москва, 1982).
Від 1967 перебував на військовій службі.
1987—2004 (з перервами) — у Центрі досліджень науково-технічного потенціалу та історії науки НАН України (Київ);
1991—1994 — завідувач інформаційно-видавничого відділу Інституту надтвердих матеріалів НАН України (Київ);
Від 1999 — професор кафедри соціології та соціального управління Київського міжнародного університету; Був також професором Міжнародного інституту лінгвістики і права.
Водночас від 1993 викладав у ВНЗах, зокрема Національному технічному університеті України «Київський політехнічний інститут», Київському національному університеті будівництва і архітектури, Національному авіаційному університеті (Київ).

## Громадська діяльність
Був президентом Аерокосмічної академії України, членом Партії духовного, економічного і соціального прогресу, членом Ліберально-демократичної партії України.
Реєструвався як кандидат до Верховної ради України по багатомандатному виборчому округу від Виборчого блоку політичних партій «Команда озимого Покоління» (№ у списку: 89).

## Наукові інтереси
Досліджує проблеми історії машинобудування, аерокосмічної, морської і військової техніки й технологій в Україні та світі.

## Праці
1. Развитие строительной науки и техники в УССР: В 3-х т. 1989–90 (співавт.);
2. Развитие идей ракетного полета в Украине. 1992;
3. История строительной техники. Очерки развития. 1995;
4. Техніка і транспорт у будівництві: Навч. посіб. 1999;
5. Інноваційні системи: світовий досвід і стан в Україні: Навч. посіб. 2007 (співавт.);
6. Столетие украинского авиастроения. 2010 (усі — Київ).